# Parophrys
Parophrys is een monotypisch geslacht van straalvinnige vissen uit de familie van schollen (Pleuronectidae). Het geslacht is voor het eerst wetenschappelijk beschreven in 1854 door Günther.

## Soort
- Parophrys vetulus Girard, 1854